# Bengt Palmquist
Bengt Valdemar Palmquist (Göteborg, 4 aprile 1923 – Särö, 26 novembre 1995) è stato un velista svedese.

## Palmarès

### Olimpiadi
- 1 medaglia:
  - 1 oro (Melbourne 1956 nella classe Dragon)

### Mondiali
- 1 medaglia:
  - 1 oro (Rochester 1975 nella classe Dragon)